# Кэтсьют

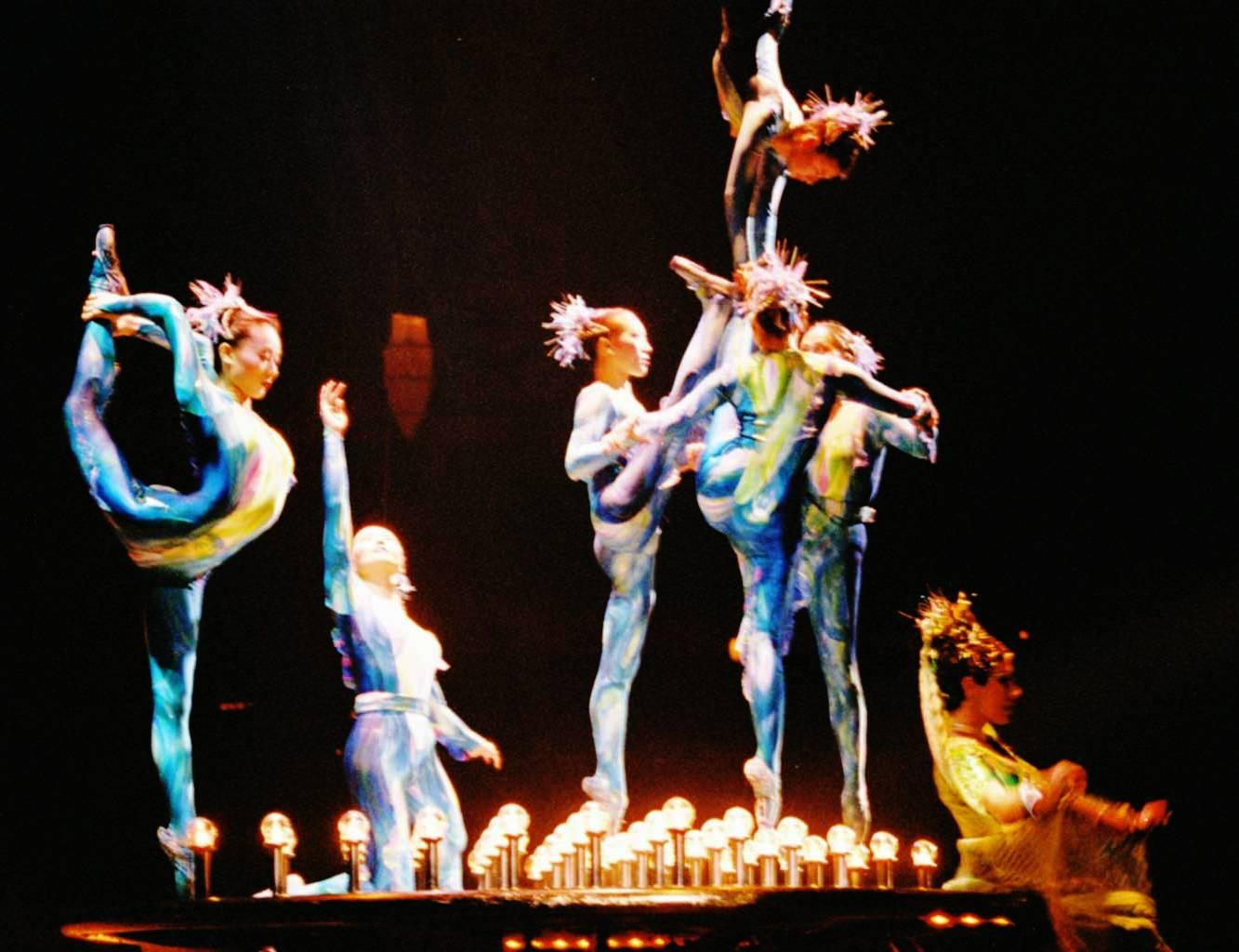
Cirque du Soleil. Выступление в Вене, 2004 год. Артисты акробатического жанра одеты в соответствующую одежду.

Кэтсьют или кэтсьюит (англ. Catsuit — букв. костюм кошки) — предмет одежды в виде разновидности комбинезона (иногда с капюшоном или маской), плотно облегающего тело. Обычно изготавливается из латекса, винила, стретч-кожи, лайкры, спандекса, бифлекса и других эластичных тканей и материалов. В качестве базового принято считать кэтсьют, покрывающий туловище, руки и ноги, за исключением кистей рук и ступней ног. Однако имеются модели с добавленными перчатками, чулками и масками и капюшоном. Застёжка-молния может располагаться спереди (с двумя-тремя бегунками, от копчика через пах до верха воротника) или сзади (с двумя-тремя бегунками, от пупка через пах до верха воротника).

## Происхождение термина
Считается, что слово catsuit вошло в обиход из кинофильма «Бэтмэн возвращается» и прочно закрепилось вплоть до наших дней.

## Историческая справка
В 1930-х годах комбинезон как прообраз кэтсьюта широко использовался в качестве удобной детской одежды. После Второй мировой войны многие спортсмены также стали использовать комбинезоны. В 1950-е во время развития военных технологий начали также создаваться и различные виды защитной одежды, в материалах которой активно использовали латекс, как оптимальный защитный материал, обладающий качествами эластичности и воздухо- и водонепроницаемости. Наиболее модным прообразы первых кэтсьютов стали в 1960—70-х годах в моду начали входить атласные и шёлковые комбинезоны, а также практичные и красочные комбинезоны для улицы, сделанные из нейлона, кожи, меха или вельвета.

## Практическое использование

### Комбинезоны, используемые в спорте

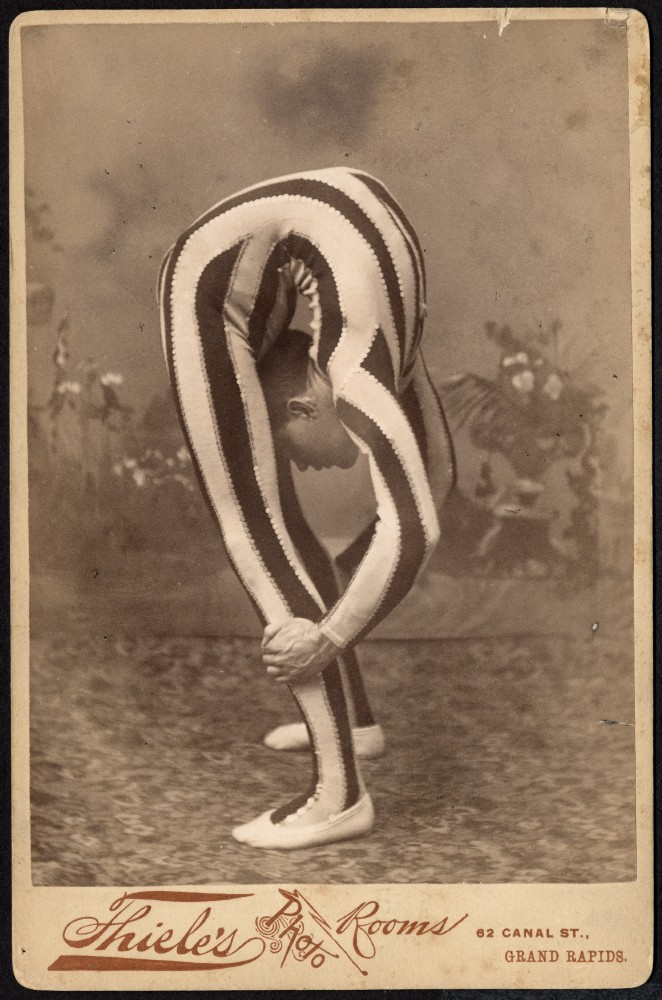
Гимнастика-каучук

Многие спортсмены в таких видах спорта, как конькобежный спорт, бобслей, художественная гимнастика, воздушная гимнастика (корд де волан), зимний триатлон, лыжные гонки, езда на велосипеде, гимнастика, акробатика, конторсия (гимнастика-каучук), эквилибристика, плавание и другие используют кэтсьюты/комбинезоны. Часто такие комбинезоны используются в танцах, так как они лёгкие, прочные, не сковывают движения и поддерживают мышцы в тонусе. Являются основной спортивной формой в вольтижировке. Кроме того, аналогичными по внешнему виду являются гидрокостюмы и сухие костюмы, используемые аквалангистами.
Speedsuits, используемые пловцами как создающие преимущества, были запрещены.

### В популярной культуре
Кэтсьюты также часто надеваются в фильмах, на телевидении, в музыкальных видео и компьютерных играх.
- В одном из наиболее популярных в 1960—70-х годах телевизионных сериалов в Британии «Мстители», где Кэти Гейл (в исполнении Онор Блэкман) и Эмма Пил (Дайана Ригг) одеты в обтягивающие кожаные кэтсьюты; кожа была выбрана, потому что она хорошо освещается при студийном свете и не расходится во время экшен-сцен.
- Ширли Бэсси носила шифоновый кэтсьют без рукавов во время фотосъёмки для рекламного постера и на концертах[2].
- Шер также надевала кэтсьюты на концерт[3].
- В комиксах и снятых по ним фильмах кэтсьюты часто носят супергерои обоих полов. Одной из хорошо известных икон комиксов является Женщина-кошка, злодейка/антигероиня серии о Бэтмене, которая надевала множество различного стиля кэтсьютов в её многочисленных фильмах, комиксах и мультипликационных адаптациях. Героиня Бэтгёрл из серии Бэтмена так же носила кэтсьюты.
- Персонаж Джейд (Jade) в новелле Wrong Number серии «Улица Страха» так же склонна носить кэтсьюты.
- Бейонсе надевала на живом выступлении обтягивающий чёрный кэтсьют с поясом.
- Бритни Спирс не раз удивляла и радовала публику необычными нарядами, в которых так же присутствовали красные, серебряные, чёрные кэтсьюты.
- В популярной культуре Домина (БДСМ) часто изображается как надевающая кэтсьюты, что стало своего рода стереотипом.

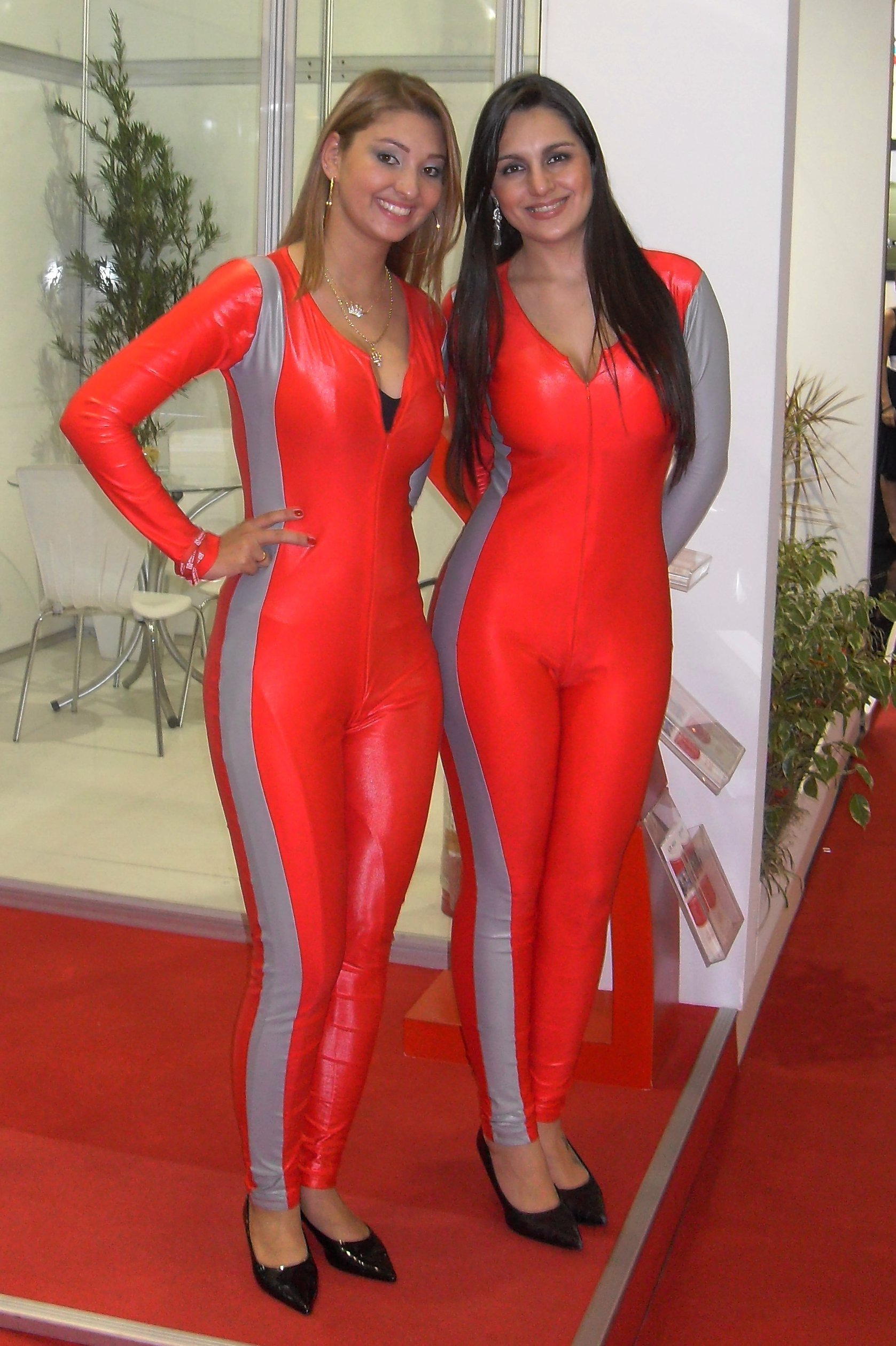
Кэтсьют, полностью покрывающий тело, кроме кистей рук и ступней ног
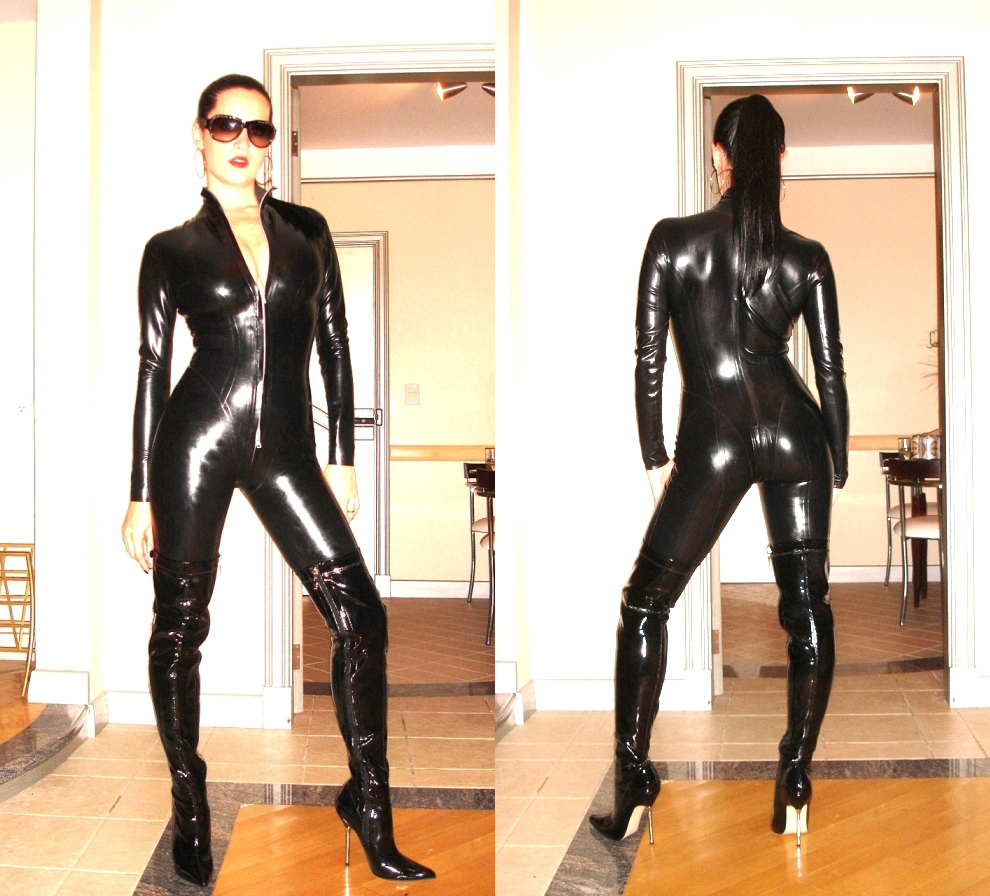
Чёрный латексный кэтсьют

### Сексуальный фетишизм
Кэтсьют является широко распространённым предметом сексуального фетишизма.